# Seattle Storm 2001
La stagione 2001 delle Seattle Storm fu la 2ª nella WNBA per la franchigia.
Le Seattle Storm arrivarono ottave nella Western Conference con un record di 10-22, non qualificandosi per i play-off.

## Roster
| N° | Naz.                   | Ruolo | Sportivo           | Anno | Alt. | Peso |
| -- | ---------------------- | ----- | ------------------ | ---- | ---- | ---- |
| 3  | Stati Uniti (bandiera) | G     | Michelle Marciniak | 1973 | 178  | 70   |
| 4  | Giamaica (bandiera)    | C     | Simone Edwards     | 1973 | 193  | 74   |
| 7  | Rep. Ceca (bandiera)   | C     | Kamila Vodičková   | 1972 | 193  | 84   |
| 11 | Stati Uniti (bandiera) | G     | Jamie Redd         | 1977 | 178  | 70   |
| 13 | Brasile (bandiera)     | C     | Alessandra         | 1973 | 196  | 86   |
| 15 | Australia (bandiera)   | AC    | Lauren Jackson     | 1981 | 196  | 85   |
| 21 | Stati Uniti (bandiera) | G     | Semeka Randall     | 1979 | 178  | 76   |
| 23 | Stati Uniti (bandiera) | A     | Katy Steding       | 1967 | 183  | 73   |
| 32 | Stati Uniti (bandiera) | A     | Stacey Lovelace    | 1974 | 193  | 82   |
| 34 | Stati Uniti (bandiera) | G     | Sonja Henning      | 1969 | 170  | 65   |
| 42 | Stati Uniti (bandiera) | C     | Quacy Barnes       | 1976 | 196  | 84   |
| 44 | Stati Uniti (bandiera) | GA    | Michelle Edwards   | 1966 | 175  | 68   |
| 55 | Stati Uniti (bandiera) | G     | Charmin Smith      | 1975 | 178  | 66   |

## Staff tecnico
- Allenatore: Lin Dunn
- Vice-allenatori: Kay James, Gary Kloppenburg
- Preparatore atletico: Sheri Hedlund
- Preparatore fisico: Daniel Shapiro